# Gorsachius goisagi
Gorsachius goisagi là một loài chim trong họ Diệc.

## Hình ảnh

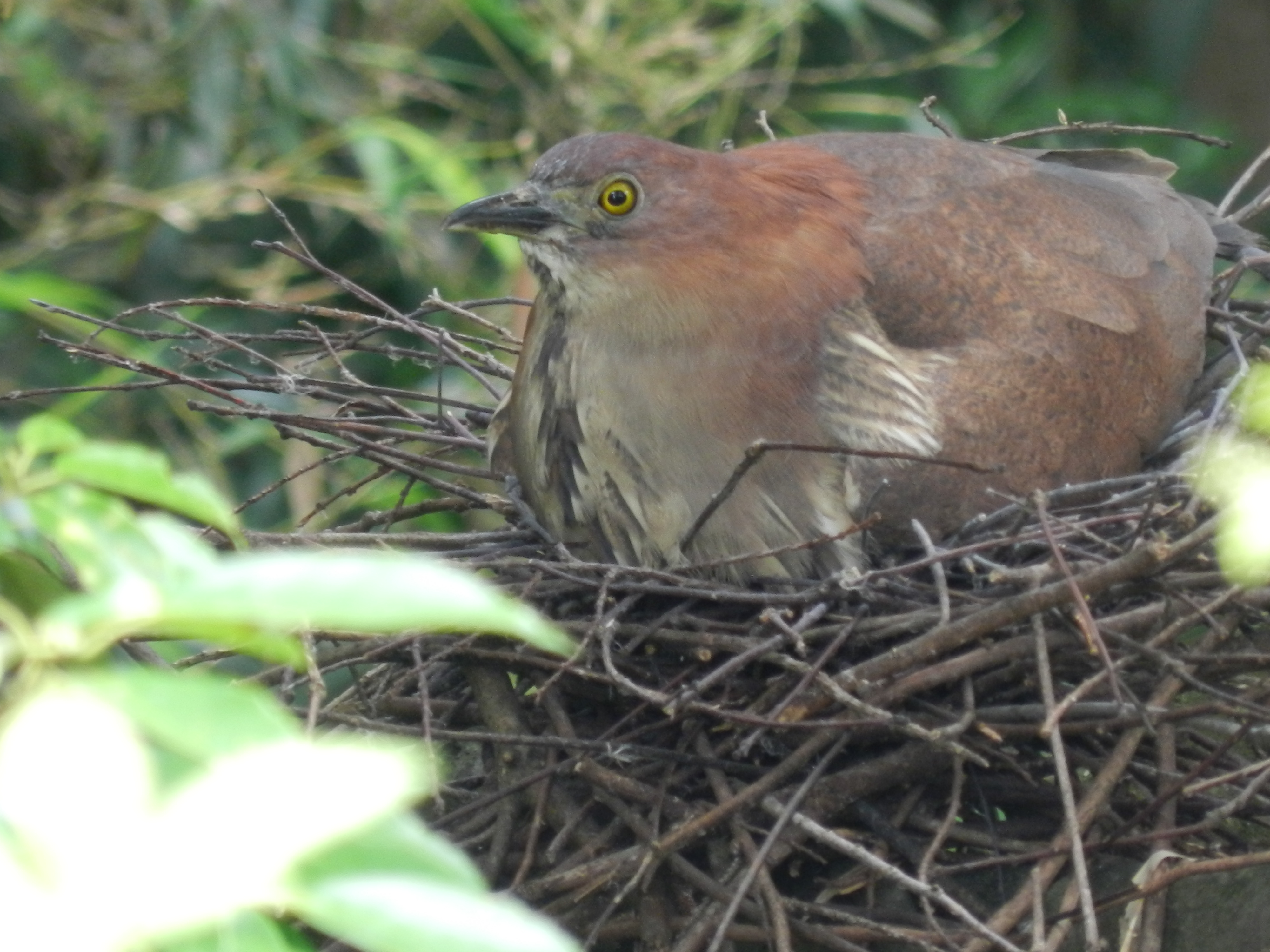
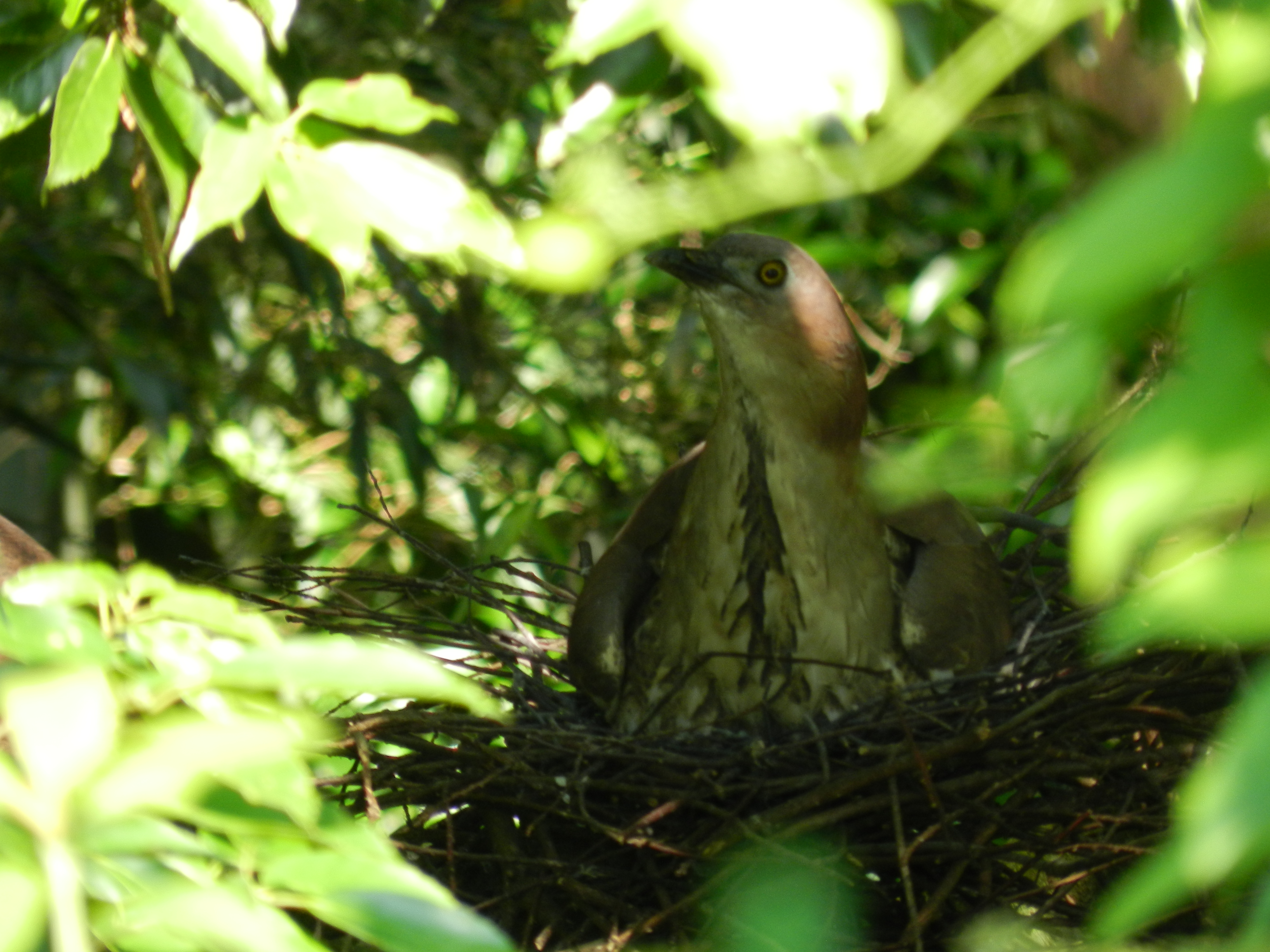